# Huawei Nova Y60
Huawei Nova Y60 — смартфон початкового рівня, розроблений компанією Huawei. Був представлений 26 серпня 2021 року і є наступником Huawei Y6p.
3 вересня 2020 року в Китаї разом з Huawei Enjoy 20 Plus була представлена модель Huawei Enjoy 20, що відрізняється від Nova Y60 процесором і підтримкою 5G.
20 квітня 2021 року компанія Honor представила Honor Play 5T Youth, що відрізняється від Huawei Nova Y60 присутністю макрокамери і як наслідок дизайном блоку камери та присутністю швидкої зарядки.

## Дизайн
Екран виконаний зі скла. Задня панель виконана з глянцевого пластику, а бокова частина — з матового.
В Huawei Nova Y60 та Enjoy 20 блок камери має квадратну форму з 3 модулями та LED спалахом, а в Honor Play 5T Youth він має прямукутну форму з чорним квадратом, який, як і моделі від Huawei, має 3 модуля та LED спалах і з темно-сірою частиною під ним у якій розміщені макрокамера, напис «QUAD CAMERA» та малюнок з 4 камерами.
Знизу розміщені роз'єм USB-C, динамік, мікрофон та 3.5 мм аудіороз'єм. Зверху розташований другий мікрофон. З лівого боку розташований слот під 2 SIM-картки і карту пам'яті формату microSD до 512 ГБ. З правого боку розміщені кнопки регулювання гучності та кнопка блокування смартфона. Сканер відбитків пальців знаходиться на задній панелі.
Huawei Nova Y60 продається в зеленому (Crush Green) та чорному кольорах.
Huawei Enjoy 20 продається в 4 кольорах: золотому (Dawn Gold), блакитно-рожевий з золотою боковою частиною (Sakura Snow Clear Sky), зеленому (Beautiful Forest) та чорному (Bright Black).
Honor Play 5T Youth продається в чорному та синьому кольорах.

## Технічні характеристики

### Платформа
Huawei Y6p та Honor Play 5T Youth отримали процесор MediaTek Helio P35 відповідно та графічний процесор PowerVR GE8320.
Huawei Enjoy 20 у отримав процесор MediaTek Dimensity 720 з графічним процесором Mali-G57 MC3.

### Батарея
Батарея отримала об'єм 5000 мА·год. В Huawei Nova Y60 та Enjoy 20 присутня підтримка зарядки на 10 Вт, коли Honor Play 5T Youth має підтримку швидкої зарядка на 22,5 Вт.

### Камери
Huawei Nova Y60 та Enjoy 20 отримали основну потрійну камеру 13 Мп, f/1.8 (ширококутний) з фазовим автофокусом + 5 Мп, f/2.2 (ультраширококутний) + 2 Мп, f/2.4 (сенсор глибини).
Honor Play 5T Youth отримав основну квадрокамеру 13 Мп, f/1.8 (ширококутний) з фазовим автофокусом + 5 Мп, f/2.2 (ультраширококутний) + 2 Мп, f/2.4 (макро) + 2 Мп, f/2.4 (сенсор глибини).
Фронтальна камера всіх моделей отримала роздільність 8 Мп, діафрагму f/2.0. Основна та фронтальна камера смартфонів вміє записувати відео у роздільній здатності 1080p@30fps.

### Екран
Екран IPS LCD, 6.6", HD+ (1600 × 720) зі щільністю пікселів 266 ppi, співвідношенням сторін 20:9 та краплеподібним вирізом під фронтальну камеру.

### Пам'ять
Huawei Nova Y60 продавався в комплектації 4/64 ГБ, Enjoy 20 — 6/128 та 8/128 ГБ, а Honor Play 5T Youth — 4/64, 4/128 та 6/128 ГБ.

### Програмне забезпечення
Huawei Nova Y60 був випущений на EMUI 10, Enjoy 20 — на EMUI 10.1, а Honor Play 5T Youth;— на Magic UI 4.0. У всіх трьох моделях оболонка працює на базі Android 10. Також у всіх моделей відсутні сервіси Google Play, тільки якщо у Huawei вони відсутні за санкцій, то в Honor Play 5T Youth за того, що він продається виключно в Китаї.
Huawei Enjoy 20 був оновлений до HarmonyOS 3.